# Przęślik

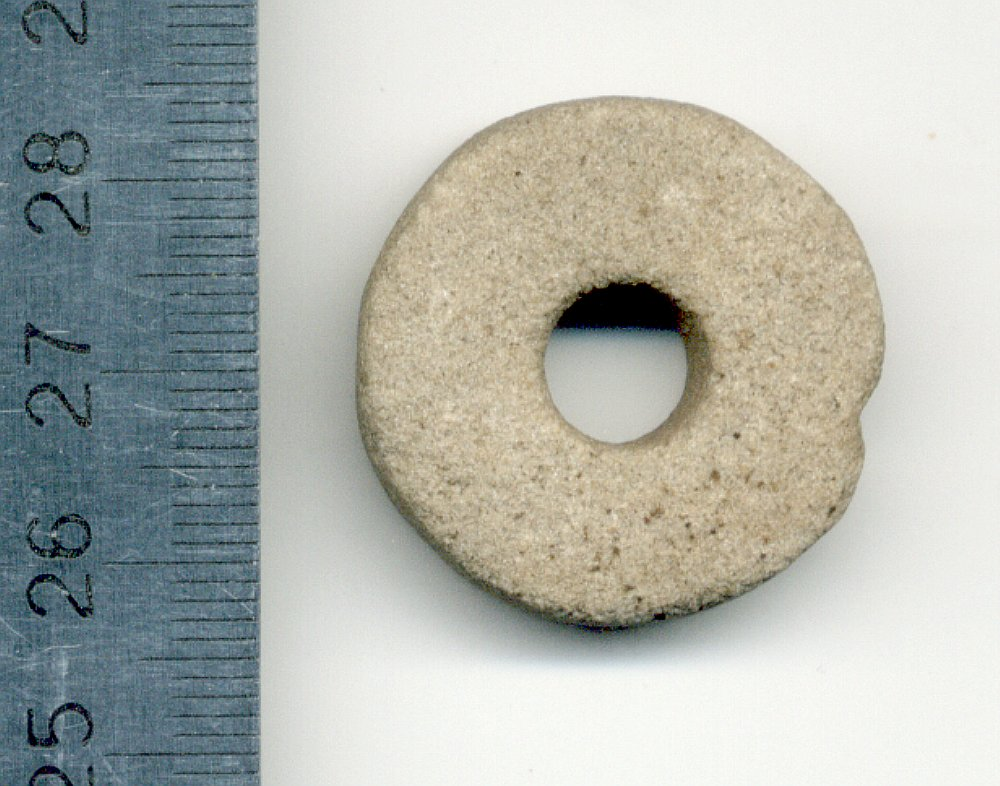
Przęślik z XII–XIII wieku z różowego łupka wołyńskiego (owruckiego), znaleziony na Białostocczyźnie. Grubość tego krążka wynosi 8 mm.

Przęślik − ciężarek przymocowany do wrzeciona przy ręcznym wykonywaniu przędzy z lnu i wełny.
Przęśliki miały postać niewielkiego krążka z otworem. Miały za zadanie zwiększyć bezwładność wrzeciona i zapobiegać zsuwaniu się nici nawiniętych na wrzecionie. Wykonywano je z gliny, łatwo obrabialnych łupków, brązu, ołowiu, bursztynu, drewna.